# Almeidaia
Almeidaia é um gênero de mariposas, ou traças, neotropicais de cores pálidas e asas superiores com extremidades avermelhadas e falciformes, pertencentes à família Saturniidae; único táxon da tribo Almeidaini Lemaire, 1980, contendo duas espécies de hábitos noturnos, encontradas na floresta tropical e subtropical úmida da América do Sul e em habitat de cerrado, na Região Centro-Oeste do Brasil. Foi classificado por Lauro Pereira Travassos Filho, em 1937, na revista científica Rodriguesia. 3., ao nomear a sua espécie-tipoː Almeidaia romualdoi; sua outra espécie, Almeidaia aidae, sendo considerada o menor representante conhecido da subfamília Arsenurinae. Como uma regra mais ou menos geral nessa família o tamanho do corpo desses insetos é relativamente pequeno em relação ao tamanho de suas asas.

## Espécies
De acordo com o Global Biodiversity Information Facility/BOLD Systems; com asterisco (*) estão as espécies registradas para o Brasil (fonteː SiBBr - Sistema de Informação sobre a Biodiversidade Brasileira).
- Almeidaia aidae Mielke & Casagrande, 1981*
- Almeidaia romualdoi Travassos, 1937*